# La Rougève

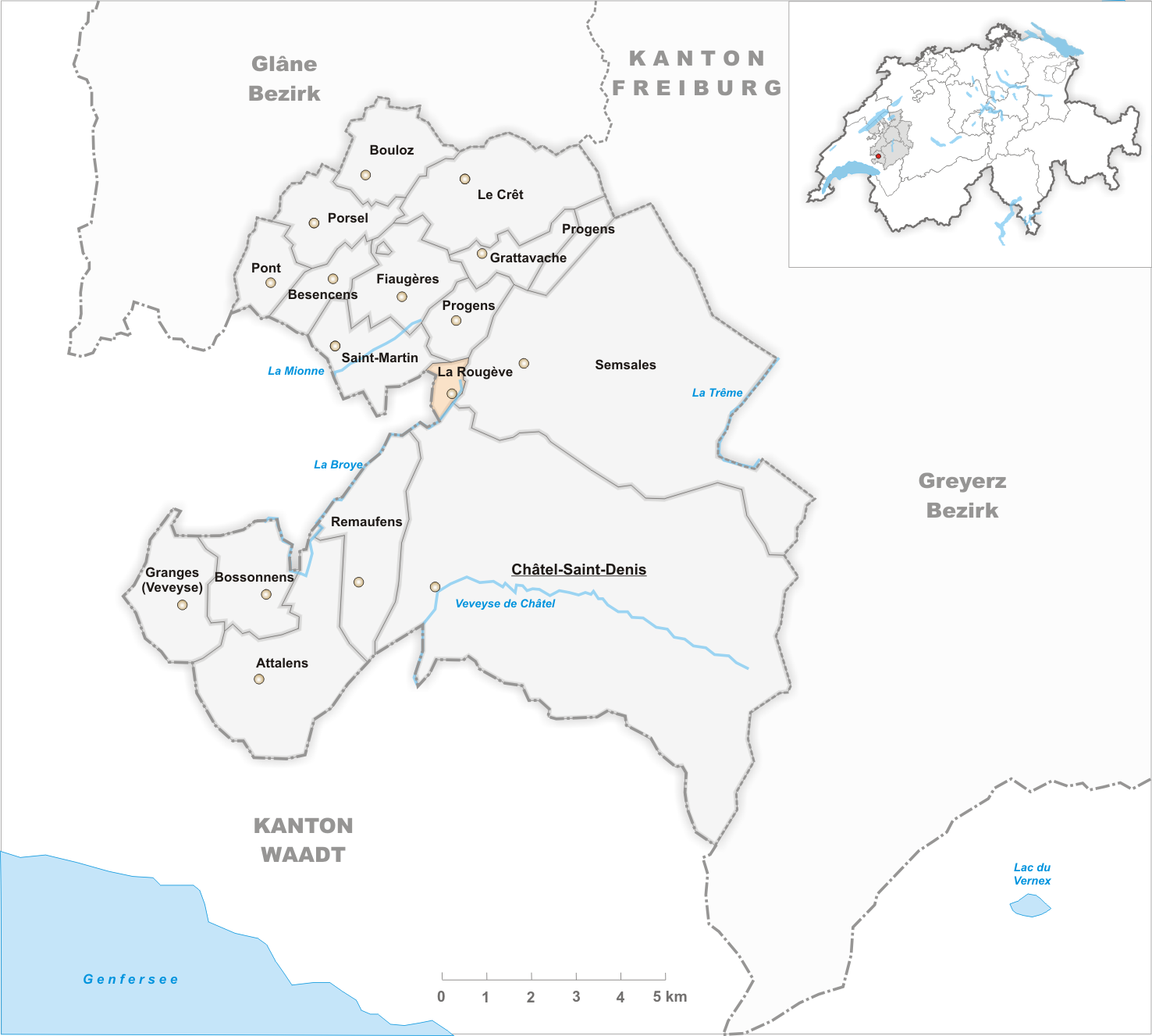
Gemeindestand vor der Fusion am 1. Januar 1968

La Rougève ist eine Ortschaft und früher selbständige politische Gemeinde im Distrikt Veveyse  (deutsch: Vivisbachbezirk) des Kantons Freiburg in der Schweiz. Am 1. Januar 1968 wurde La Rougève nach Semsales eingemeindet.

## Geographie
La Rougève liegt auf 812 m ü. M., 4,5 km nördlich von Châtel-Saint-Denis (Luftlinie). Die Streusiedlung erstreckt sich in der Talniederung des Oberlaufs der Broye. Naturräumlich liegt La Rougève im voralpinen Molassehügelland des höheren Freiburger Mittellandes. Die ehemalige Gemeindefläche betrug rund 1,0 km². Das Gebiet reichte von der Broye nach Nordwesten über die Höhe von Les Planches (860 m ü. M.) bis in die Niederung des Baches La Rougève. Heute bildet La Rougève das einzige Gebiet der Gemeinde Semsales westlich der Broye.

## Bevölkerung
Einwohnerzahlen: Volkszählungsdaten

## Wirtschaft
La Rougève lebt noch heute hauptsächlich von der Landwirtschaft, insbesondere von der Milchwirtschaft und der Viehzucht. Einige weitere Arbeitsplätze bietet eine Sägerei.

## Verkehr
Das Dorf liegt an einer Verbindungsstrasse von Palézieux nach Semsales. Durch die Buslinie der TPF, die Châtel-Saint-Denis über Saint-Martin FR mit La Verrerie verbindet, ist La Rougève montags bis freitags an das Netz des öffentlichen Verkehrs angeschlossen.

## Geschichte
Die erste urkundliche Erwähnung des Ortes erfolgte 1278 unter dem Namen Rubea aqua (rotes Wasser). Im Mittelalter, als La Rougève zusammen mit dem benachbarten La Rogivue im heutigen Kanton Waadt ein Gemeinwesen bildete, ist eine Adelsfamilie erwähnt, die den Namen des Dorfes führte. Um 1300 kam das Dorf an die Herrschaft Bossonnens.
Erst nach der Reformation kam es zur Trennung der Gemeinde. Der katholische Gemeindeteil kam unter dem Namen La Rougève unter Freiburger Herrschaft und wurde als Exklave der Vogtei Bossonnens zugeordnet, während der reformierte Teil der bernischen Landvogtei Oron angehörte. Ab 1615 gehörte La Rougève zur Vogtei Attalens. Nach dem Zusammenbruch des Ancien Régime (1798) gehörte das Dorf während der Helvetik und der darauf folgenden Zeit zum damaligen Bezirk Châtel-Saint-Denis, bevor es 1848 in den Bezirk Veveyse eingegliedert wurde.
Am 1. Januar 1968 schloss sich La Rougève im Rahmen einer Gemeindefusion der Nachbargemeinde Semsales an. Die benachbarte, früher ebenfalls selbständige Gemeinde La Rogivue wurde 2003 nach Maracon eingemeindet.